# 桜花爛漫 (寮歌)

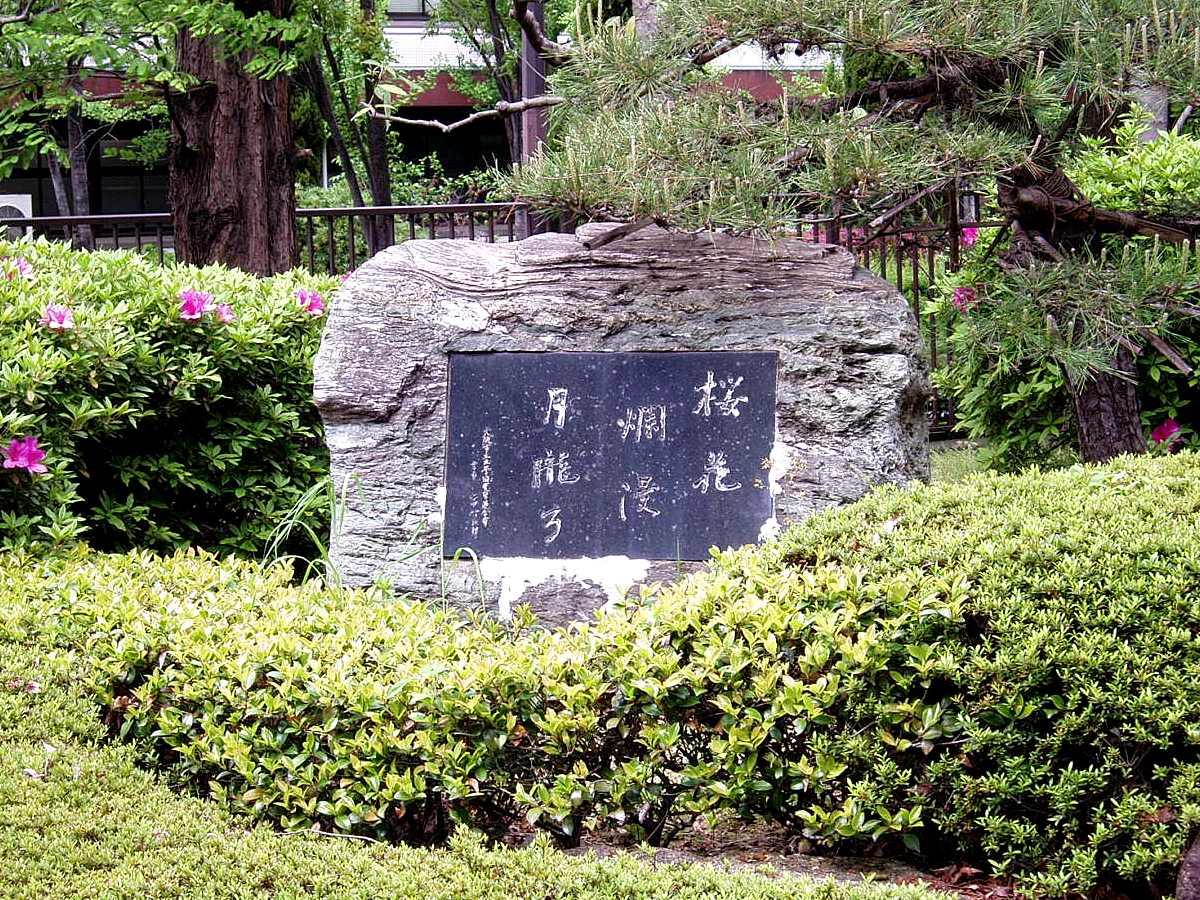
桜花爛漫碑（大阪市立大学杉本キャンパス）

「桜花爛漫」（おうからんまん）は、旧制大阪商科大学予科の逍遙歌の一つ。現在では創価学会でも歌われている。

## 基本データ
- 作詞者: 不詳
- 作曲者: 不詳
- 成立年: 不詳

上記のとおり、成立年はおろか作詞者、作曲者共に判明していない。ただし、旧制大阪商科大学同窓会 「有恒会」 内で作者・成立年の考証が様々になされてきた。「歴史」 の節を参照。

## 歴史
有恒会内で考証されてきた歌の歴史は以下の通りである。
- 1916年（大正5年）、旧制大阪高等商業学校 角力部（相撲部）の応援歌として成立（推定）。
ただし、当時の歌い出しは 「芳葩爛漫」（ほうはらんまん）で、歌詞は3番まで。2番・3番は全く別の歌詞だった。当時隣接していた旧制天王寺商業学校（現・天王寺商業高等学校）では 「芳葩爛漫」 の歌詞のまま歌われたが、高等商業学校では歌い出しが 「桜花爛漫」 に変化したと考えられている。なお、成立当時の文献はなく、わずかに1921年（大正10年）発行の 「大阪高商歌集」（村山元 編） が残るのみである。大正10年の歌詞 - ウェイバックマシン（2007年11月30日アーカイブ分）参照。
作詞者は当時の角力部員である足助重夫（1916年入学、1920年卒業。1967年没）とする言い伝えがあったが、関係者死去により確証は得られなくなった。
公式には作曲者不詳だが、旧制第一高等学校の寮歌 「平沙の北に」（1905年） の短調化した曲が原曲とする指摘がある。比較： 「平沙の北に」 の歌詞とMIDI - ウェイバックマシン（2005年11月5日アーカイブ分） （第一高等学校同窓会ページより）
- 1929年（昭和4年）、旧制大阪商科大学 剣道部歌として現歌詞が成立。
歌い出しは正式に 「桜花爛漫」 となり、新たに 2〜4番の歌詞が追加された（2・4番と 3番とで別の人が作詞した）。4番はもろに剣道部の歌である。その後、旧制大阪商科大学予科の逍遙歌として歌われるようになった。
- 1943年（昭和18年）頃、「プロローグ」（前口上）が付けられる。
「卯の花開く現世 （うつせみ） に」 で始まる。旧制第四高等学校寮歌 「北の都に」、旧制新潟高等学校寮歌 「生誕ここに」 等の影響が指摘されている。ただし、寮歌祭では別のプロローグが使われる。

## 継承
- 1949年の新制大阪市立大学発足後、同校に継承されたが、現在では応援団、体育会系や一部の音楽系サークルの関係者にしか歌われないため、実質的に旧制時代の旧歌となっている。
- 旧制卒業生によって、「寮歌祭」では旧制大阪商科大学予科の「代表寮歌」として歌われている。
1967年の 「日本寮歌集」 編纂を契機に、正調を遺す試みが始まった。だが、寮歌集の楽譜と、寮歌祭で実際に歌われるメロディーとは既に異なっている。寮歌祭では 1〜3番のみが歌われる。
旧制大阪商科大学には寮が無かった上、同校予科は旧制高等学校には含まれないため、厳密には 「寮歌」 ではない。
- 1969年夏頃から、創価学会で 「桜花爛漫の歌」 として歌われるようになった。
1〜2番、4番のみが歌われる。かなりアップテンポで軍歌調に歌われている模様。1972年10月の大石寺正本堂の完成法要で一千人により箏曲演奏された曲の一つ。

## 内容
1番〜4番はそれぞれ作者が異なり、別個に作られたため、一貫する主題はない。敢えて主題を挙げれば以下のようになる。
- 1番: 人生の迷いと壮図
「桜花爛漫」・「月朧ろ」・「胡蝶の舞」 を慕うのは迷いの一部。
- 2番: 歴史の無常
冒頭の「天地静かに夜 （よる） 更けて」 は土井晩翠 「万里長城の歌」 の引用と考えられる。
- 3番: 不変の友情
歌詞中の「烏丘（うきゅう）」 とは当時の烏ヶ辻校舎＝学園を指す。3番の作詞者は旧制神戸一中（現・神戸高校）の出身者で、同校の歌 「自治の城」・「流星賦」 の影響が見られるという[1]。
- 4番: 決戦

寮歌祭のように1〜3番のみを歌えば、壮図と友情を歌う寮歌となる。創価学会のように1〜2番・4番のみを歌えば、雅やかな勝利の歌となる。

## 書籍
- 日本寮歌集編集委員会（編） 『日本寮歌集』 日本寮歌振興会 発行、国書刊行会 発売、1992年10月（新装版）。ISBN 433603320X
プロローグの「胸」と「腕（かひな）」が入れ替わっており注意。この誤りが他の書籍にも引き継がれている。
- 大阪市立大学百年史編集委員会（編） 『大阪市立大学百年史 : 全学編 上巻』 1987年11月。253頁-256頁
- 有恒会百年史編集委員会（編） 『有恒会百年史』 有恒会、1990年9月。455頁-469頁
歴史考察についてまとめられている。
- 聖教新聞社（編） 『希望のうたごえ Vol.1』 1996年8月。ISBN 4412007766
創価学会版の伴奏楽譜が掲載されている。